# Le Monde de Nate
Pour plus de détails, voir Fiche technique et Distribution.
Le Monde de Nate (Better Nate Than Ever) est un film américain réalisé et écrit par Tim Federle et sorti en 2022 sur le service Disney+.
Il s'agit d'une adaptation du roman du même titre, également écrit par Tim Federle, publié en 2013.

## Synopsis
Nate Foster est un adolescent de treize ans passionné par les comédies musicales et dont le rêve est de pouvoir faire carrière à Broadway. Le quotidien de Nate n'est pourtant pas facile : Beaucoup de ses camarades se moquent de lui, il a une relation difficile avec son grand frère et il peine à obtenir des rôles importants dans les spectacles de son école.
Quand ces parents s'absentent quelques jours, il part en cachette à New York pour auditionner afin d'obtenir un rôle dans l'adaptation musicale du Lilo et Stitch.

## Fiche technique
Sauf indication contraire, les informations mentionnées dans cette section peuvent être confirmées par la base de données cinématographiques IMDb,  présente dans la section « Liens externes ».
- Titre original : Better Nate Than Ever
- Titre francophone : Le Monde de Nate
- Réalisation et scénario : Tim Federle, d'après son roman
- Décors : Jane Musky
- Photographie : Declan Quinn
- Montage : Katie Mcquerrey
- Musique : Gabriel Mann
- Production : Marc Platt et Adam Siegel
- Sociétés de production : Walt Disney Pictures et Marc Platt Productions
- Société de distribution : Disney+ (streaming) / Walt Disney Studios Motion Pictures (globale)
- Pays d'origine :  États-Unis
- Langues originales : anglais
- Format : couleur - 2.05 : 1 - son Dolby Atmos
- Genre : Comédie dramatique, musical
- Durée : 95 minutes
- Dates de sortie :
  - États-Unis : 15 mars 2022 (avant-première au El Capitan Theatre)
  -  : 1er avril 2022 sur Disney+

## Distribution
- Rueby Wood (VF : Raphaël Brunelli) : Nathan « Nate » Foster
- Aria Brooks (VF : Justine Berger) : Libby Reneé
- Joshua Bassett (VF : Tom Trouffier) : Anthony Foster, frère de Nate
- Norbert Leo Butz (VFB : Nicolas Matthys) : Rex Foster, père de Nate
- Michelle Federer : Sherrie Foster, mère de Nate
- Lisa Kudrow (VF : Rafaèle Moutier) : Tante Heidi, sœur de Sherrie
- Finn Egan-Liang (VFB : Achille Dubois) : Jimmy Madison, condisciple harcelant Nate
- Brooks Ashmanskas (en) (VFB : Michel Hinderyckx) : le directeur de casting "Lilo & Stich"
- Krystina Alabado (en) (VFB : Ludivine Deworst) : l'assistante du directeur de casting "Lilo & Stich"
- Keola Simpson (VFB : Michelangelo Marchese) : Garrett Kekoa, chorégraphe
- Kayla Davion (VFB : Claire Tefnin) : assistante du chorégraphe
- Anaseini Katoa : la metteure en scène
- Kylie Kuioka (VFB : Alayin Dubois) : Kalea, petite fille auditionnant pour "Lilo et Stich"
- Kim Berrios Lin (VFB : Sophie Frison) : mère de Kalea
- Eddie Cooper (VFB : Olivier Prémel) : garde de sécurité, à l'audition "Lilo et Stich"
- Adrian Acosta (VFB : Pierre Le Bec) : copain d'Anthony, partenaire d'athlétisme
- Natalie Kaye Clater (VFB : Aaricia Dubois) : Kimmy, petite amie d'Anthony
- Ellyn Marie Marsh (VFB : Esther Aflalo) : la vigile du musée
- Priscilla Lopez (en) (VFB : Fabienne Loriaux) : la directrice du casting d'Heidi
- George Benson (VFB : Jean-Michel Vovk) : lui-même, célèbre pour son interprétation de On Broadway

Source et légende : version française (VF) via le carton de doublage en fin de film sur Disney+.

## Développement

### Production
En janvier 2021, Walt Disney Pictures lance des auditions pour une adaptation cinématographique du roman Better Nate Than Ever de Tim Federle. Deux mois après, le projet est officiellement confirmé et entre en pré-production. Federle est alors annoncé à la réalisation et à l'écriture du scénario. Marc Platt et Adam Siegel se joignent en tant que producteurs du film qui est alors fixé pour une sortie sur le service Disney+.
Federle a déclaré qu'adapter son propre roman lui permet de faire plusieurs changements tout en restant fidèle au matériau d'origine. Il a notamment souhaité approfondir les rôles de Libby et Anthony. Le film étant produit par Walt Disney Pictures, il est décidé que Nate auditionnera pour une adaptation musicale de Lilo et Stitch. Dans le roman, il auditionne pour une adaptation d'E.T., l'extra-terrestre dont les droits appartiennent à un autre studio, Universal Pictures.

### Attribution des rôles
Lisa Kudrow est la première actrice à rejoindre le film, en juin 2021, pour le rôle de la tante de Nate, Heidi. Parallèlement, les acteurs pour les rôles de Nate et Libby signent pour rejoindre le projet, mais leur identité n'est pas dévoilée par le studio. En août de la même année, Norbert Leo Butz est annoncé dans un rôle secondaire.
En novembre 2021, il est annoncé que Rueby Wood est l'interprète de Nate Foster, et Aria Brooks celle de Libby. Joshua Bassett est annoncé dans le rôle du frère de Nate, Anthony.

### Tournage
Le tournage du film a débuté en juin 2021 à New York. Des scènes ont été tournées au New Amsterdam Theatre, un théâtre de Broadway appartement à The Walt Disney Company.

## Accueil

### Critiques
Lors de sa sortie aux États-Unis, le film reçoit un accueil généralement positif de la critique. Sur le site agrégateur de critiques Rotten Tomatoes, il obtient un score de 95 % de critiques positives, avec une note moyenne de 7/10 sur la base de 21 critiques positives et 1 négative.
Sur Metacritic, le film reçoit également un accueil positif avec un score de 70/100 sur la base de 4 critiques collectées